# Maeonius
Maeonius est un parent d'Odénat, prince de Palmyre, et son assassin. Son existence sous ce nom est toutefois douteuse.

## Biographie
Le nom de Maeonius n'est mentionné que par quelques lignes dans la Vie des Trente Tyrans. Il assassina Odénat et son fils Herodes. Selon la même biographie, il aurait été le cousin d'Odénat et un homme à la vie dissolue, bien qu'il se soit entendu avec Zénobie dans un premier temps car partageant sa jalousie pour Herodes, fils d'Odénat d'un premier lit et héritier de celui-ci. D'après l’Histoire Auguste, Maeonius n'eut pas eu le temps de régner puisqu'il fut tué par les soldats après avoir pris le titre d'Empereur. Selon André Chastagnol, si Odenath fut effectivement assassiné, le personnage de Maeonius et son caractère dissolu sont une invention de l'auteur de l’Histoire Auguste, comme  l'écrivain fictif du nom de « Maeonius Astyanax » qu'il cite auparavant dans la vie de Macrien,.
L'assassinat d'Odénat par un membre de sa famille est bien attesté par le continuateur anonyme de Dion Cassius, qui l'appelle Rufinus, par Georges le Syncelle qui l'appelle également Odénat et par Jean Zonaras qui le mentionne sans citer de nom mais en fait le neveu d'Odénat et indique qu'il fut tué immédiatement après son meurtre.